# قيد مزدوج

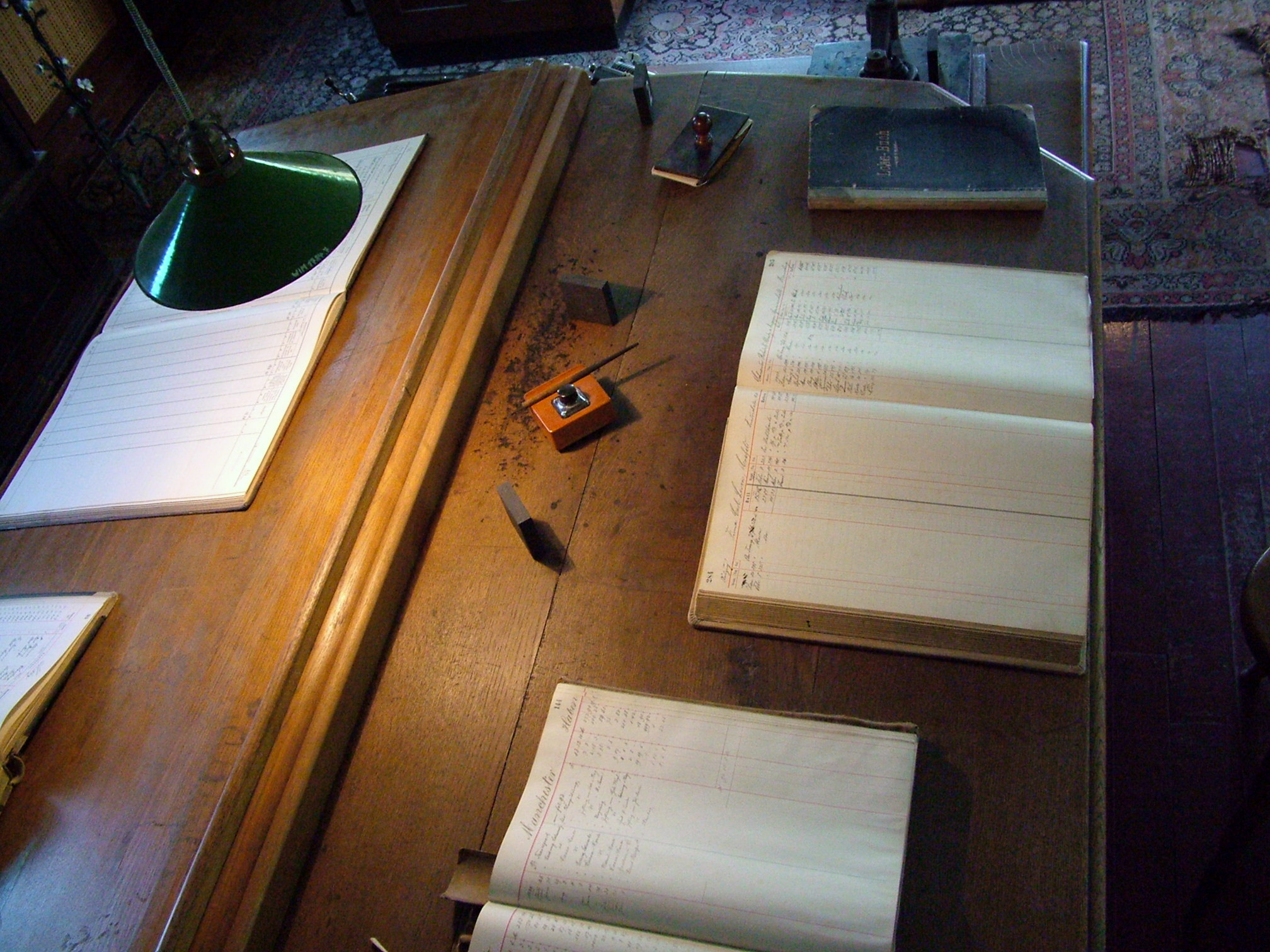
متحف بوخولت للمنسوجات، مكتب به كتاب محاسبة، حوالي عام 1910

نظام القيد المزدوج هو مصطلح محاسبي ويعتبر النظام الأساسي والمعياري المستعمل من شركات الأعمال والمنظمات الأخرى لتسجيل حركاتهم المالية. تم تنظيم وتصنيف نظام القيد المزدوج المحدث على يد رجل الرياضيات الإيطالي لوكا باتشولي وذلك في سنة 1494. يعتمد هذا النظام على أن أفضل أسلوب لتسجيل نتائج أعمال الشركة المالية هو في شكل حسابات. ويحتوي كل حساب على تاريخ من التغيرات في القيمة النقدية.
ويمكن أيضاً استعمال هذا النظام من قبل أصحاب المحلات التجارية الصغيرة فهم كذلك في حاجة لمعرفة قيمة المبيعات والمشتريات والمصروفات ومقدار الأموال المستلمة والمسلّمة ... الخ ؛ وذلك ليكونوا على دراية تامة بالنشاط اليومي للمحل التجاري الذي يفيدهم في تنمية مشاريعهم الصغيرة . 

## سبب التسمية
يسمى هذا النظام بـ نظام القيد المزدوج لأن كل معاملة مالية يتم تسجيلها على الأقل في حسابين؛ فكلمة مزدوج تعني (زوج)أي اثنان, بحيث يكون هناك على الأقل حسابين : واحد مَدِين (بفتح الميم وكسر الياء) (وهو حساب الآخذ أو المُستلِم ) , وآخر دائن (وهو حساب المُسلِّم أو العاطي ) بحيث يكون مجموع الحسابات المدينة مساو لمجموع الحسابات الدائنة.(لكن ليس كل تساوي يكون صحيح )

## طريقة النظام
يتم تسجيل القيم المدينة في الجانب الأيمن أو الأعلى من دفتر الأستاذ العام ويتم تسجيل القيم الدائنة في الجانب الأيسر أو الأسفل منه.